# Solid Gold Guitar Goes Hawaiian
Solid Gold Guitar Goes Hawaiian è un album discografico del chitarrista statunitense Al Caiola, pubblicato dalla casa discografica United Artists Records nel maggio del 1965.

## Tracce

### LP
Lato A
1. Blue Hawaii – 2:30 (Leo Robin, Ralph Rainger)
2. Hawaiian Wedding Song – 2:02 (Charles E. King, Dick Manning, Al Hoffman)
3. Song of Old Hawaii – 2:55 (Gordon Beecher, Johnny Noble)
4. Sugar Island – 2:55 (Leroy Holmes)
5. On the Beach at Waikiki – 1:50 (G. H. Stover, Henry Kailimai)
6. Hawaii Tattoo – 2:20 (Michael Thomas)

Lato B
1. Sweet Leilani – 2:35 (Harry Owens)
2. To You Sweetheart Aloha – 2:26 (Harry Owens)
3. Drifting and Dreaming – 2:40 (Haven Gillespie, Egbert Elstyne, Erwin Roeder Schmidt, Loyal V. Curtis)
4. Aloha My Tani – 2:20 (Al Caiola)
5. Hawaiian War Chant – 1:50 (William Pitt Leleiohaku, Ralph Freed, Johnny Noble)
6. Aloha Oe – 1:50 (Al Caiola)

## Musicisti
- Al Caiola - chitarra, arrangiamenti
- Nick Perito - conduttore orchestra
- Componenti orchestra non accreditati (sezione strumenti ad arco, corni francesi, tromboni + ukeleles, chitarre, marimba, vibrafono e percussioni)

Note aggiuntive
- Leroy Holmes - produttore[2]